# António Correia Gonçalves
António Correia Gonçalves, também conhecido como António Gonçalves Correia (Paul do Mar, Portugal, 6 de maio de 1933 - Guayaquil, Equador, 13 de junho de 2006).
Armador português que no ano 1955 emigrou para a América do Sul a trabalhar na nascente pesca do camarão.
Antes de sair de Portugal, considerou entrar no seminário mas finalmente desistiu. Durante este período também se dedicou à criação de pombas com fins comerciais.  Entre 1955 e 1957 trabalhou em companhias em Brasil, Panamá, Costa Rica e Nicarágua. Em 1957 chegou ao Equador junto com um grupo importante de conterrâneos, a trabalhar na primeira companhia exportadora de camarões no Equador, pelo que é reconhecido como um dos fundadores da arte da pesca de arraste de langostins neste país.
Durante seus primeiros anos trabalhou para terceiros, até que conseguiu reunir dinheiro suficiente para iniciar seu próprio negócio, que para fins da década de 1990 consistia em nove navios camaroneiros e um berço de serviços portuários localizado em Guayaquil.
Entre 1971 e 1978 transladou-se com sua frota à cidade de Cartagena, Colômbia, onde junto a outros portugueses deram suporte ao desenvolvimento da indústria camaroneira nas Caraíbas colombianas trabalhando junto com a companhia Vikingos de Colômbia.
Seu trabalho e esforço foi reconhecido em 1 de junho de 1998 quando o governo português lhe nomeou comendador da Ordem do Infante Dom Enrique.